# Federația de Fotbal a Burundiului
Fédération de Football du Burundi (FFB) este forul ce guvernează fotbalul în Burundi. Se ocupă de organizarea echipei naționale și a campionatului.